# 川﨑颯太
川﨑 颯太（かわさき そうた、2001年7月30日 - ）は、山梨県甲府市出身のプロサッカー選手。ブンデスリーガ・1.FSVマインツ05所属。立命館大学産業社会学部卒業。
ポジションはミッドフィールダーで主に守備的MFやセントラルMFとしてプレーする。

## 来歴

### クラブ歴
小学校4年生の時、ヴァンフォーレ甲府のアカデミーに入団。U-12時代には山梨県代表として出場した。中学校まで過ごしたヴァンフォーレ甲府を離れ、高校からは京都サンガF.C.U-18へ加入。京都U-18では主将を務め、2019年8月にはトップチームに2種登録された。
2020年より、山田楓喜と共にユースからトップチームに昇格した。2年目に入ると曺貴裁が監督に就任し、アンカーとして開幕戦からレギュラーに定着した。。5月23日、第15節のアルビレックス新潟戦でプロ入り初ゴールを決めた。最終的に41試合に出場し、3得点を記録。チームの12年ぶりJ1昇格に大きく貢献した。
2022年、初のJ1でもアンカーとしてチームの攻守を担った。4月10日のJ1第8節の鳥栖戦でJ1初ゴールを記録。28試合に出場し、年間通して活躍した21歳以下の選手に送られる、ベストヤングプレーヤー賞の対象選手に選ばれた。
2023年、トップチームのキャプテンに就任した。背番号は前年まで在籍した武富孝介が着けており、ユース時代にも背負っていた「7」に変更。
2024年3月21日、立命館大学を卒業した。
2025年シーズン前半はJ1リーグ23試合に出場し4ゴールを記録。2025年7月6日、海外クラブへの移籍を前提とした手続きと準備のために翌7月7日をもって京都を離脱することが発表された。
2025年7月9日、ドイツの1.FSVマインツ05への加入が正式に発表された。1年間の期限付き移籍で買取オプションが付帯する。マインツのスポーツディレクターのニコ・ブンガートは川崎について「非常に万能な選手です。技術に優れ、両足でプレーでき、広い範囲をカバーできます。私たちがすぐに感銘を受けたのは、ピッチの高い位置で相手にプレッシャーをかけ続ける姿勢で、まさに私たちのサッカーに非常にフィットするでしょう。彼がプロとして、そして個人として、チーム、クラブ、そして街に素晴らしく溶け込み、マインツで名を馳せてきた多くの日本人選手の次の一人となると確信しています」と語っている。

### 代表
2019年、U-18日本代表に選出され、AFC U-19選手権2020 (予選)に出場した。
2023年5月25日、キリンチャレンジカップ2023（国際親善試合）でエルサルバドル代表およびペルー代表と対戦する日本代表に初招集された。しかし、リーグ戦の負傷によりチームには帯同していたもののA代表デビューはならなかった。
2024年7月3日、パリオリンピック日本代表に選出。
2025年7月3日、EAFF E-1サッカー選手権2025に出場する日本代表メンバーとして2年ぶりに招集された。しかし3日後の7月6日、海外移籍を前提とした手続きと準備のために代表活動参加を辞退することが決まり、A代表デビューはまたしてもお預けとなった。

## 私生活
2023年11月17日、高校の時から付き合っていた一般女性と入籍したことをクラブが発表。

## 所属クラブ
- フォルトゥナサッカークラブ（山梨大学教育学部附属小学校）
- 2011年 - 2013年 ヴァンフォーレ甲府U-12（山梨大学教育人間科学部附属小学校）
- 2014年 - 2016年 ヴァンフォーレ甲府U-15（山梨大学教育学部附属中学校）
- 2017年 - 2019年 京都サンガF.C.U-18（立命館宇治高等学校）
  - 2019年8月 - 同年12月  京都サンガF.C.（2種登録選手）
- 2020年 -  京都サンガF.C.
  - 2025年7月 -  1.FSVマインツ05（期限付き移籍）

## 個人成績
| 国内大会個人成績 | 国内大会個人成績 | 国内大会個人成績 | 国内大会個人成績 | 国内大会個人成績 | 国内大会個人成績 | 国内大会個人成績 | 国内大会個人成績 | 国内大会個人成績 | 国内大会個人成績 | 国内大会個人成績 | 国内大会個人成績 |
| 年度             | クラブ           | 背番号           | リーグ           | リーグ戦         | リーグ戦         | リーグ杯         | リーグ杯         | オープン杯       | オープン杯       | 期間通算         | 期間通算         |
| 年度             | クラブ           | 背番号           | リーグ           | 出場             | 得点             | 出場             | 得点             | 出場             | 得点             | 出場             | 得点             |
| 日本             | 日本             | 日本             | 日本             | リーグ戦         | リーグ戦         | リーグ杯         | リーグ杯         | 天皇杯           | 天皇杯           | 期間通算         | 期間通算         |
| ---------------- | ---------------- | ---------------- | ---------------- | ---------------- | ---------------- | ---------------- | ---------------- | ---------------- | ---------------- | ---------------- | ---------------- |
| 2020             | 京都             | 24               | J2               | 16               | 0                | -                | -                | -                | -                | 16               | 0                |
| 2021             | 京都             | 24               | J2               | 41               | 3                | -                | -                | 1                | 0                | 42               | 3                |
| 2022             | 京都             | 24               | J1               | 28               | 1                | 3                | 0                | 1                | 0                | 32               | 1                |
| 2023             | 京都             | 7                | J1               | 28               | 2                | 1                | 0                | 0                | 0                | 29               | 2                |
| 2024             | 京都             | 7                | J1               | 30               | 3                | 0                | 0                | 4                | 1                | 34               | 4                |
| 2025             | 京都             | 7                | J1               | 23               | 4                | 2                | 0                | 0                | 0                | 25               | 4                |
| 通算             | 日本             | 日本             | J1               | 109              | 10               | 6                | 0                | 5                | 1                | 120              | 11               |
| 通算             | 日本             | 日本             | J2               | 57               | 3                | -                | -                | 1                | 0                | 58               | 3                |
| 総通算           | 総通算           | 総通算           | 総通算           | 166              | 13               | 6                | 0                | 6                | 1                | 178              | 14               |

- 2019年は2種登録選手（出場無し）
- Jリーグ初出場 - 2020年8月19日 J2リーグ第13節 アルビレックス新潟戦 (デンカビッグスワンスタジアム)
- Jリーグ初得点 - 2021年5月23日 J2リーグ第15節 アルビレックス新潟戦 (デンカビッグスワンスタジアム)

## タイトル

### 代表
U-21日本代表
- ドバイカップU-23 (2022年)

U-23日本代表
- AFC U23アジアカップ（2024年）

## 代表歴
- U-18日本代表
  - 2019年 AFC U-19選手権 (予選)（英語版）（グループ1位）
- U-19日本代表
  - 2020年 千葉キャンプ
- U-21日本代表
  - 2022年 ドバイカップU-23
  - 2022年 欧州遠征
- U-23日本代表
  - 2024年 AFC U23アジアカップ2024
  - 2024年 パリオリンピック2024
- 日本代表
  - 2023年 キリンチャレンジカップ